# Ateologia
L'ateologia è una nuova disciplina filosofica formulata e proposta all'attenzione del pubblico dal filosofo ateo Michel Onfray con il suo Trattato di ateologia, apparso nel 2005 e presto tradotto in numerose altre lingue. 
Il concetto di ateologia, in un’accezione diversa, con riferimenti soprattutto hölderliniani, era stato formulato da Giorgio Agamben in Disappropriata maniera, in “Prefazione a Res  amissa“, Garzanti, Milano 1991, pp. 7-26.

## Storia e descrizione
Il termine, tuttavia, era già stato coniato da Georges Bataille che, in una lettera inviata il 29 marzo 1950 a Raymond Queneau, annunciava l'intenzione di riunire una serie di sue pubblicazioni sotto il titolo complessivo di "Summa atheologica" in contrapposizione alla famosa Summa Theologica di Tommaso d'Aquino, ma il progetto era rimasto allo stato frammentario e incompiuto.
Per Onfray con il termine di "ateologia" s'intende l'insieme di studi ed analisi speculari e contrapposti alla teologia, per pervenire ad una teoria dell'immanenza e ad un'ontologia materialista che si contrappone in modo netto e chiaro alle dottrine metafisiche e religiose. Si tratta, pertanto, di una disciplina che si presenta quale branca della filosofia con elementi sia ontologici, sia gnoseologici e sia etici, implicando la mobilitazione di diversi campi d'indagine: dalla psicologia e psicoanalisi alla metafisica, dall'archeologia e paleografia all'estetica ed alla mitologia.
La premessa che origina la necessità di individuare l'ateologia come disciplina autonoma è il bisogno di una definizione in positivo dell'ateismo, contro ogni radicata consuetudine (con le parole di Onfray, "dirsi ateo è difficile, atei si è chiamati, e sempre nella prospettiva insultante di un'autorità impaziente di condannare" e, del resto, lo stesso termine a-teo "implica una negazione, una mancanza, un buco", poiché "non esiste nessun termine per qualificare positivamente colui che non si sottopone alle chimere" della fede): occorre rimediare alla "povertà del vocabolario ateista" dovuta alla "indefettibile dominazione storica dei sostenitori di Dio".
Precursori di una moderna ateologia possono essere considerati Jean Meslier con il suo Testamento (1729), Julien Offroy de La Mettrie con L'uomo macchina (1747), Paul Henri Thiry d'Holbach con La contagion sacrée (1768), Denis Diderot con De l'interpretation de la nature e Ludwig Feuerbach con L'essenza del cristianesimo (1841).
In particolare, quest'ultimo non si limita a negare l'esistenza di Dio ma propone una spiegazione di ciò che Dio è: una finzione, una creazione degli uomini fatta a loro immagine rovesciata, una forma di alienazione per eccellenza, che implica la frattura dell'uomo con sé stesso e la creazione di un mondo immaginario (la teologia, afferma Feuerbach, è una "patologia psichica" cui opporre un'antropologia basata su una specie di "chimica analitica").
Le nuove frontiere dell'ateologia - secondo Onfray - consistono nel superare quello che egli chiama "ateismo cristiano", ovvero il cristianesimo senza Dio: un insieme di idee e "valori" cristiani o comunque di fonte religiosa che hanno impregnato anche la cultura laica e condizionano anche il non credente (la carità, l'umiltà, la misericordia, l'amore del prossimo e il perdono delle offese, il disinteresse per i beni di questo mondo, l'ascesi etica che può e deve reprimere le esigenze corporali ecc.).
Occorre cioè cambiare episteme, spostare la morale e la politica su una base diversa, per costruire qualcosa di alternativo alle Chiese, che si muova sul terreno della pura immanenza e che si fondi sulla filosofia, la ragione, l'utilità, il pragmatismo, l'edonismo individuale e sociale, avendo come fine esclusivo il bene degli uomini.
Alcuni riferimenti storici di questa visione del mondo si riscontrano in Jeremy Bentham (e la sua Deontologia) e in John Stuart Mill.